# Canoagem nos Jogos Olímpicos de Verão de 2012 - Slalom K-1 feminino
A competição do slalom K-1 feminino da canoagem nos Jogos Olímpicos de Verão de 2012 realizou-se nos dias 30 de julho, com a fase eliminatória, e 2 de agosto nas fases semifinal e final, no Lee Valley White Water Centre.

## Calendário
Horário local (UTC+1)
| Dia         | Horário     | Fase          |
| ----------- | ----------- | ------------- |
| 30 de julho | 14:12–16:24 | Eliminatórias |
| 2 de agosto | 14:12       | Semifinal     |
| 2 de agosto | 15:57       | Final         |

## Medalhistas
| Ouro   | FRA Émilie Fer        |
| Prata  | AUS Jessica Fox       |
| Bronze | ESP Maialen Chourraut |

## Resultados
| Pos.              | Nome                      | Preliminar | Preliminar | Preliminar | Preliminar | Preliminar | Preliminar | Semifinal   | Semifinal   | Semifinal   | Final       | Final       | Final       |
| Pos.              | Nome                      | Descida 1  | Pen.       | Descida 2  | Pen.       | Melhor     | Ordem      | Tempo       | Pen.        | Ordem       | Tempo       | Pen.        | Ordem       |
| ----------------- | ------------------------- | ---------- | ---------- | ---------- | ---------- | ---------- | ---------- | ----------- | ----------- | ----------- | ----------- | ----------- | ----------- |
| Medalha de ouro   | FRA Émilie Fer            | 112.77     | 4          | 106.46     | 6          | 106.46     | 10         | 109.73      | 0           | 3           | 105.90      | 0           | 1           |
| Medalha de prata  | AUS Jessica Fox           | 165.36     | 52         | 100.33     | 0          | 100.33     | 4          | 112.63      | 4           | 8           | 106.51      | 0           | 2           |
| Medalha de bronze | ESP Maialen Chourraut     | 98.75      | 2          | 107.91     | 2          | 98.75      | 1          | 108.34      | 2           | 2           | 106.87      | 0           | 3           |
| 4                 | CZE Štěpánka Hilgertová   | 101.50     | 0          | 100.75     | 0          | 100.75     | 5          | 114.10      | 0           | 9           | 109.16      | 0           | 4           |
| 5                 | GER Jasmin Schornberg     | 106.27     | 0          | 102.14     | 4          | 102.14     | 8          | 112.25      | 0           | 7           | 110.97      | 0           | 5           |
| 6                 | SVK Jana Dukátová         | 105.14     | 4          | 101.37     | 4          | 101.37     | 6          | 110.48      | 0           | 4           | 111.60      | 2           | 6           |
| 7                 | POL Natalia Pacierpnik    | 110.58     | 2          | 102.38     | 0          | 102.38     | 9          | 107.79      | 2           | 1           | 115.08      | 2           | 7           |
| 8                 | AUT Corinna Kuhnle        | 160.06     | 50         | 101.77     | 2          | 101.77     | 7          | 111.07      | 2           | 5           | 119.30      | 2           | 8           |
| 9                 | RUS Marta Kharitonova     | 108.85     | 4          | 109.77     | 2          | 108.85     | 13         | 111.44      | 2           | 6           | 120.91      | 6           | 9           |
| 10                | IRL Hannah Craig          | 117.07     | 8          | 108.99     | 2          | 108.99     | 14         | 116.12      | 2           | 10          | 127.36      | 6           | 10          |
|                   |                           |            |            |            |            |            |            |             |             |             |             |             |             |
| 11                | CHN Li Jingjing           | 108.53     | 2          | 111.22     | 6          | 108.53     | 12         | 117.02      | 4           | 11          | Não avançou | Não avançou | Não avançou |
| 12                | GBR Elizabeth Neave       | 101.95     | 0          | 98.92      | 0          | 98.92      | 2          | 117.30      | 6           | 12          | Não avançou | Não avançou | Não avançou |
| 13                | SLO Eva Terčelj           | 107.17     | 2          | 107.57     | 4          | 107.17     | 11         | 117.36      | 6           | 13          | Não avançou | Não avançou | Não avançou |
| 14                | NZL Luuka Jones           | 109.23     | 6          | 258.69     | 152        | 109.23     | 15         | 121.41      | 4           | 14          | Não avançou | Não avançou | Não avançou |
| 15                | ITA Maria Clara Giai Pron | 99.66      | 0          | 112.65     | 8          | 99.66      | 3          | 176.61      | 52          | 15          | Não avançou | Não avançou | Não avançou |
|                   |                           |            |            |            |            |            |            |             |             |             |             |             |             |
| 16                | BRA Ana Sátila            | 179.92     | 56         | 110.83     | 2          | 110.83     | 16         | Não avançou | Não avançou | Não avançou | Não avançou | Não avançou | Não avançou |
| 17                | USA Caroline Queen        | 117.05     | 2          | 136.23     | 4          | 117.05     | 17         | Não avançou | Não avançou | Não avançou | Não avançou | Não avançou | Não avançou |
| 18                | COK Ella Nicholas         | 118.69     | 4          | 118.29     | 4          | 118.29     | 18         | Não avançou | Não avançou | Não avançou | Não avançou | Não avançou | Não avançou |
| 19                | JPN Moe Kaifuchi          | 171.63     | 50         | 121.29     | 6          | 121.29     | 19         | Não avançou | Não avançou | Não avançou | Não avançou | Não avançou | Não avançou |
| 20                | SUI Elise Chabbey         | 162.92     | 50         | 126.46     | 6          | 124.46     | 20         | Não avançou | Não avançou | Não avançou | Não avançou | Não avançou | Não avançou |
| 21                | MAR Jihane Samlal         | 174.09     | 60         | 276.32     | 156        | 174.09     | 21         | Não avançou | Não avançou | Não avançou | Não avançou | Não avançou | Não avançou |

## Galeria

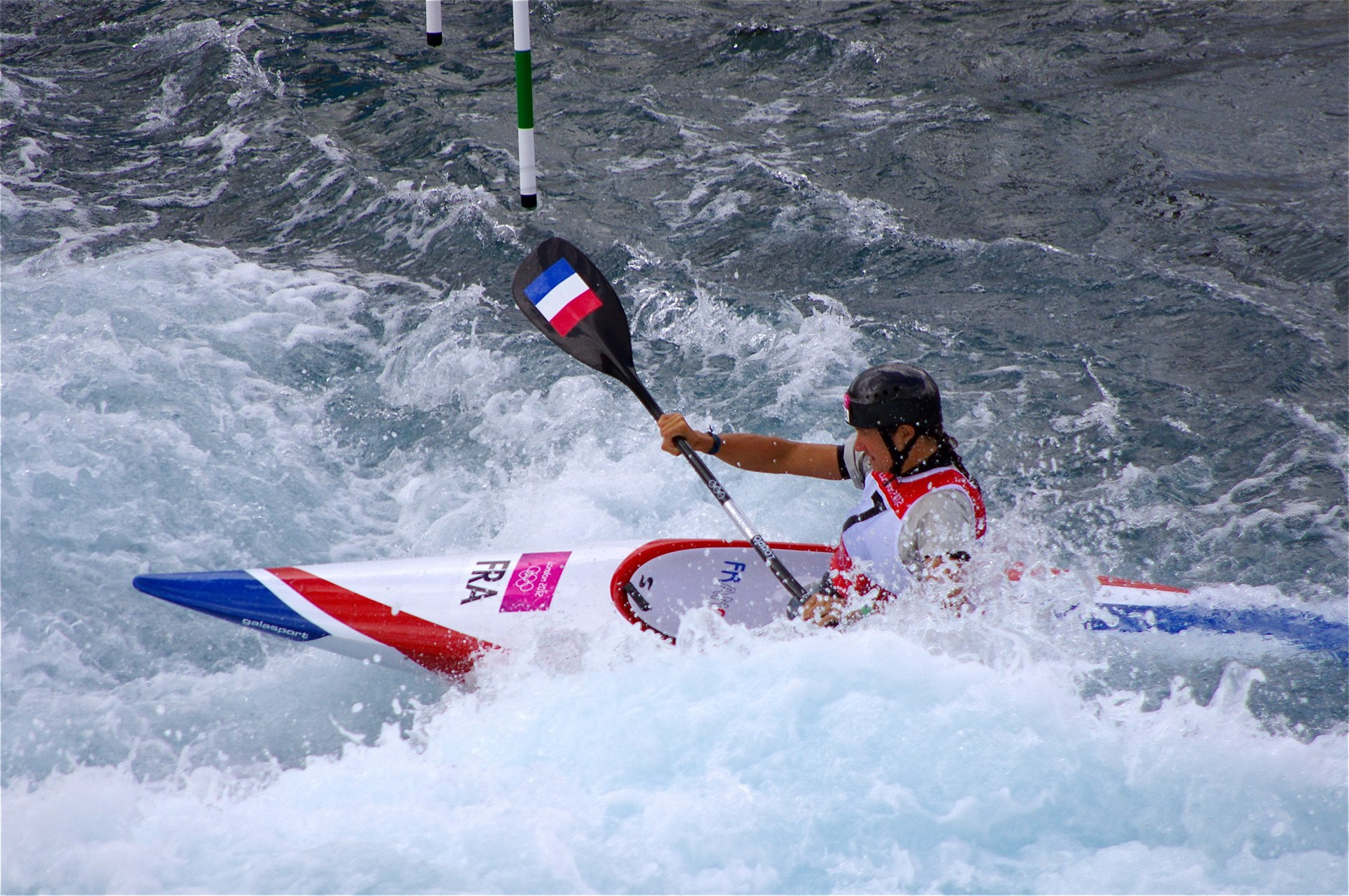
Émilie Fer
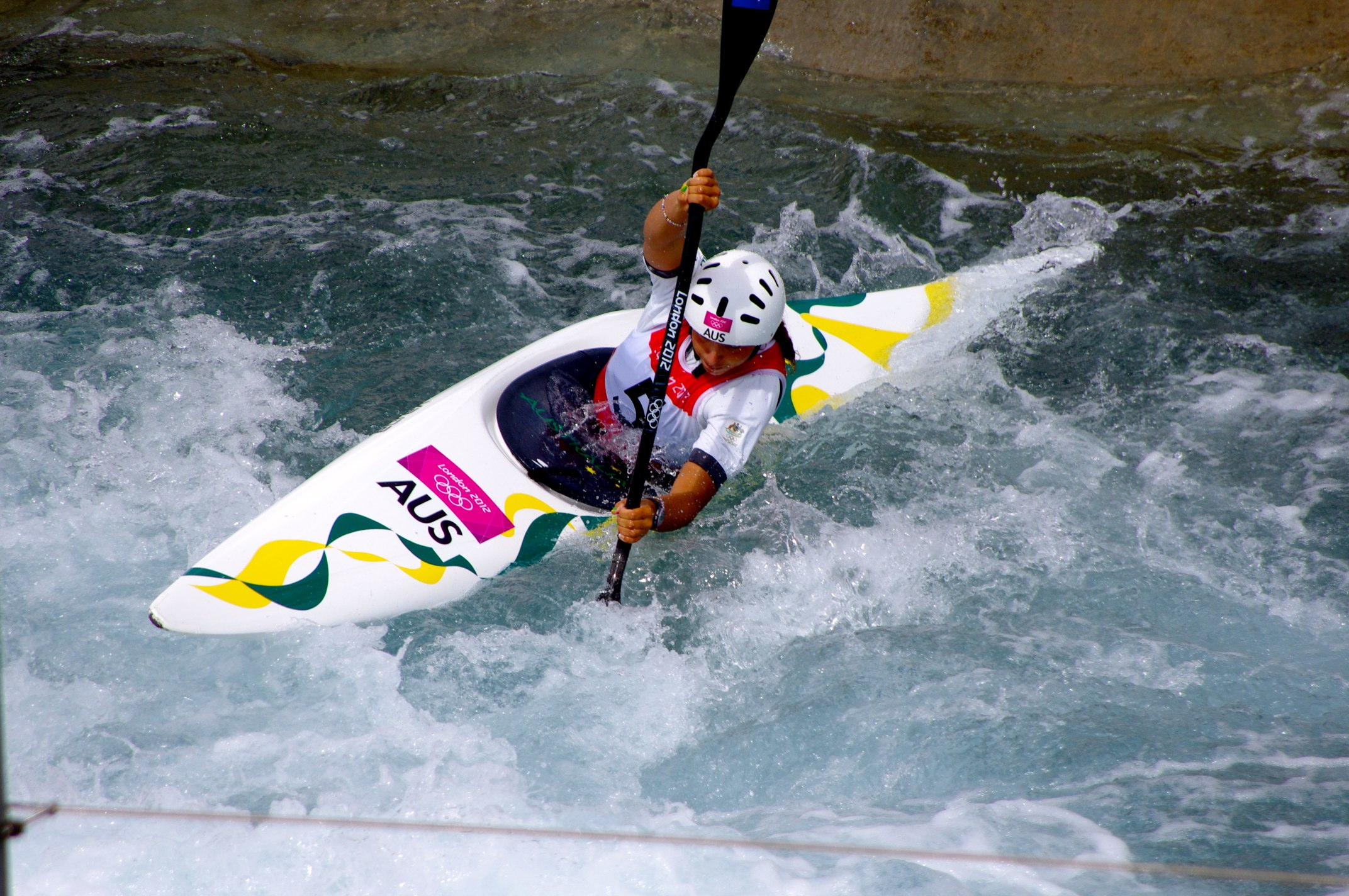
Jessica Fox
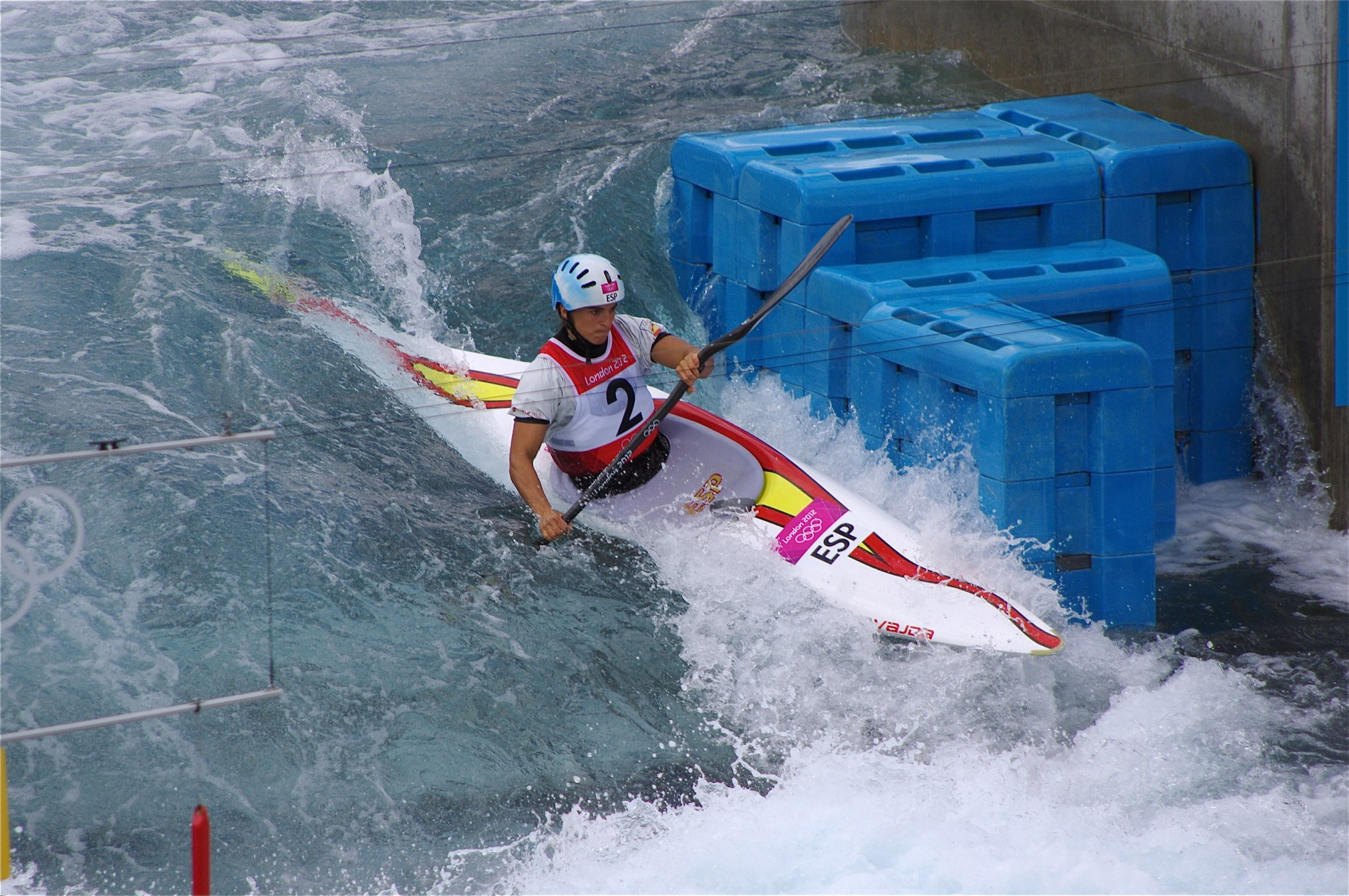
Maialen Chourraut
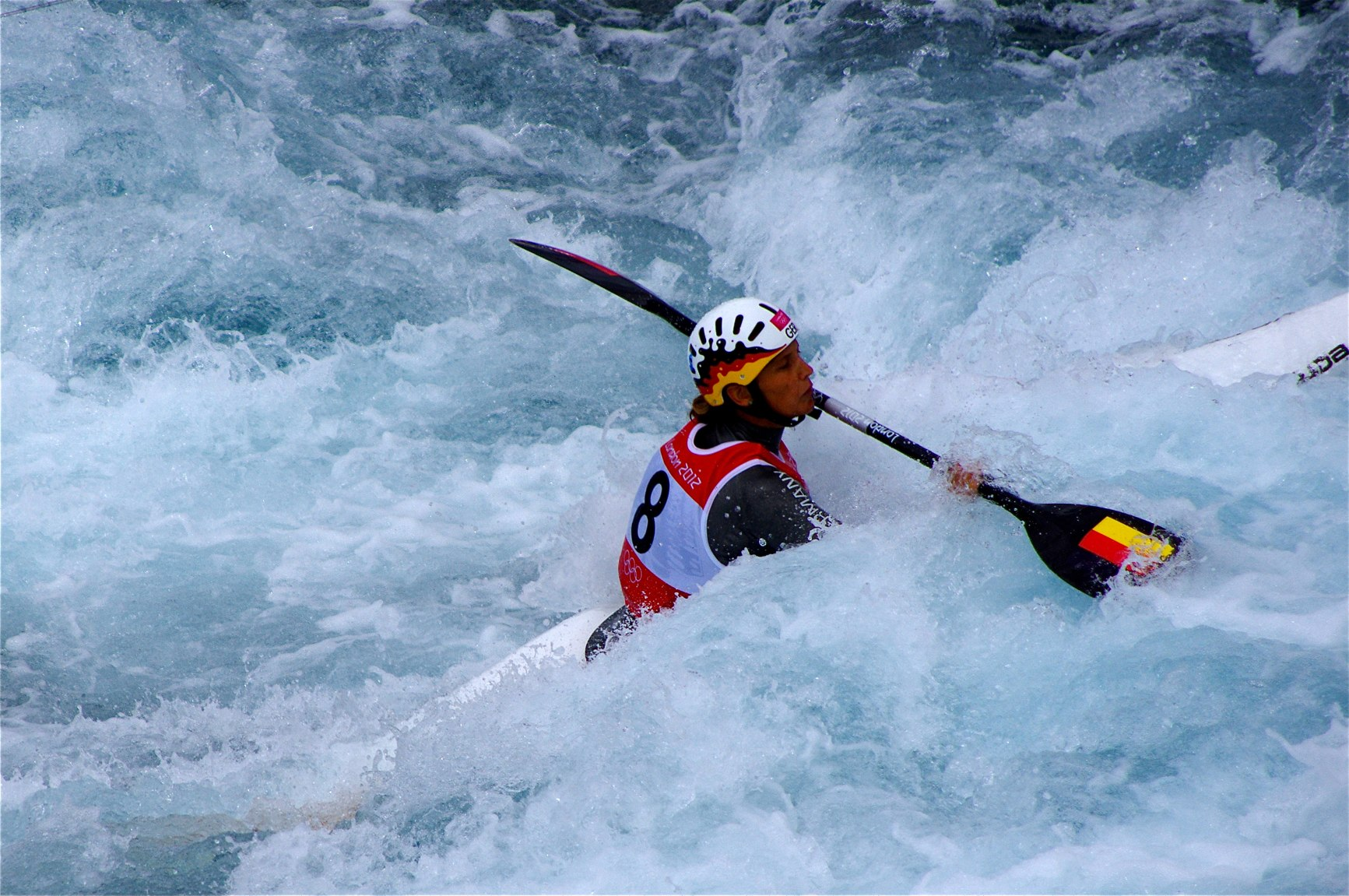
Jasmin Schornberg
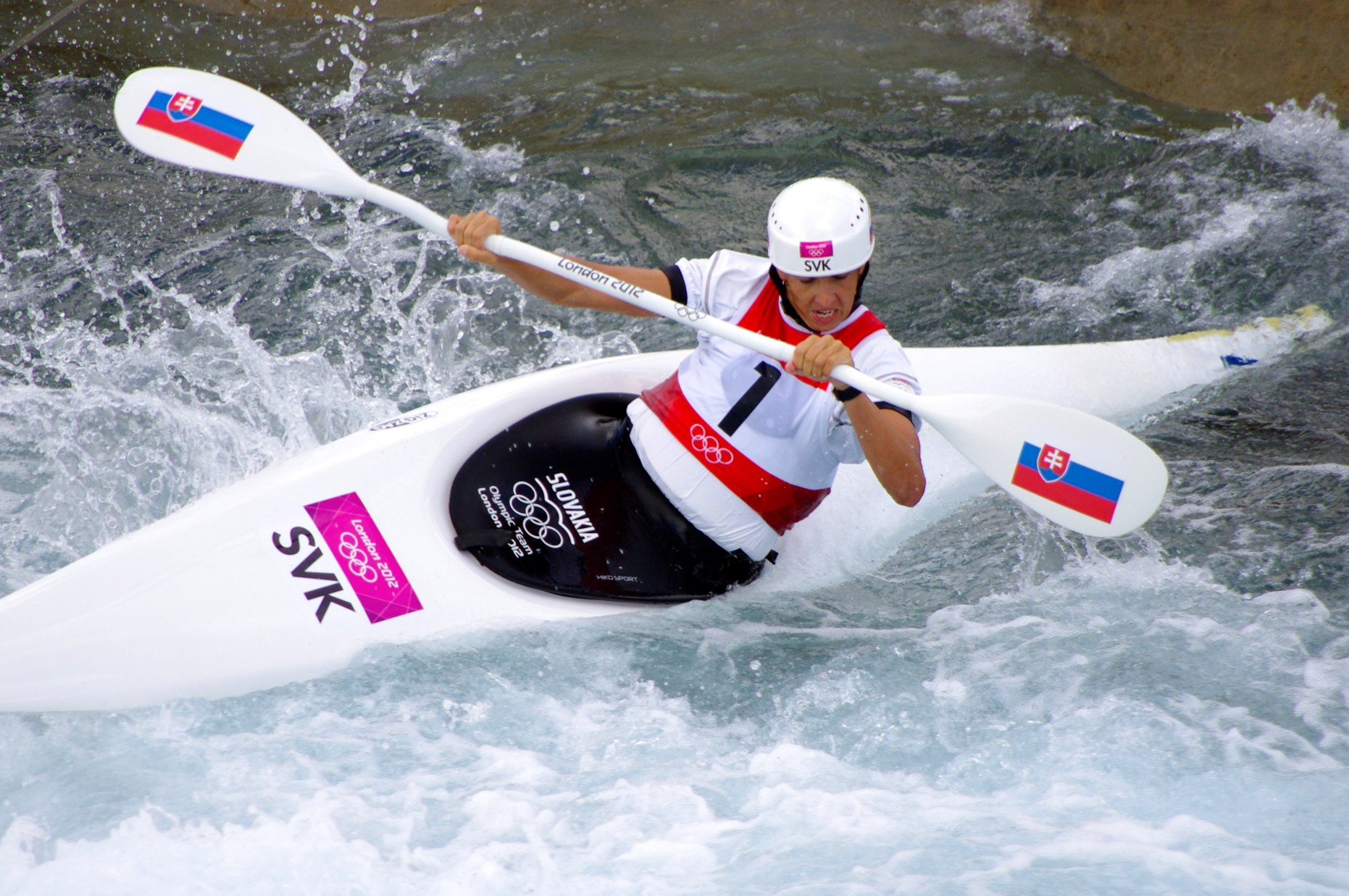
Jana Dukátová
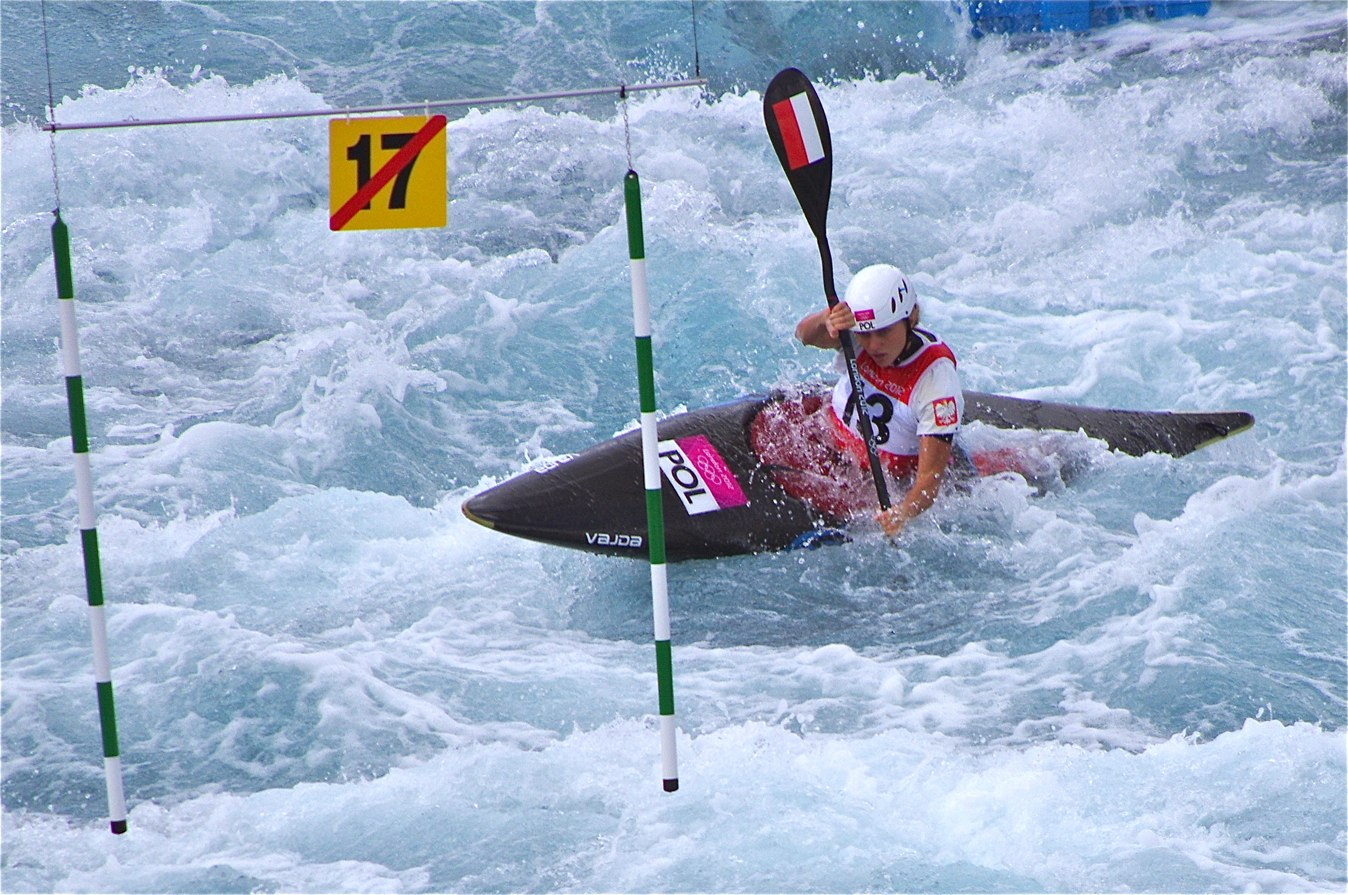
Natalia Pacierpnik
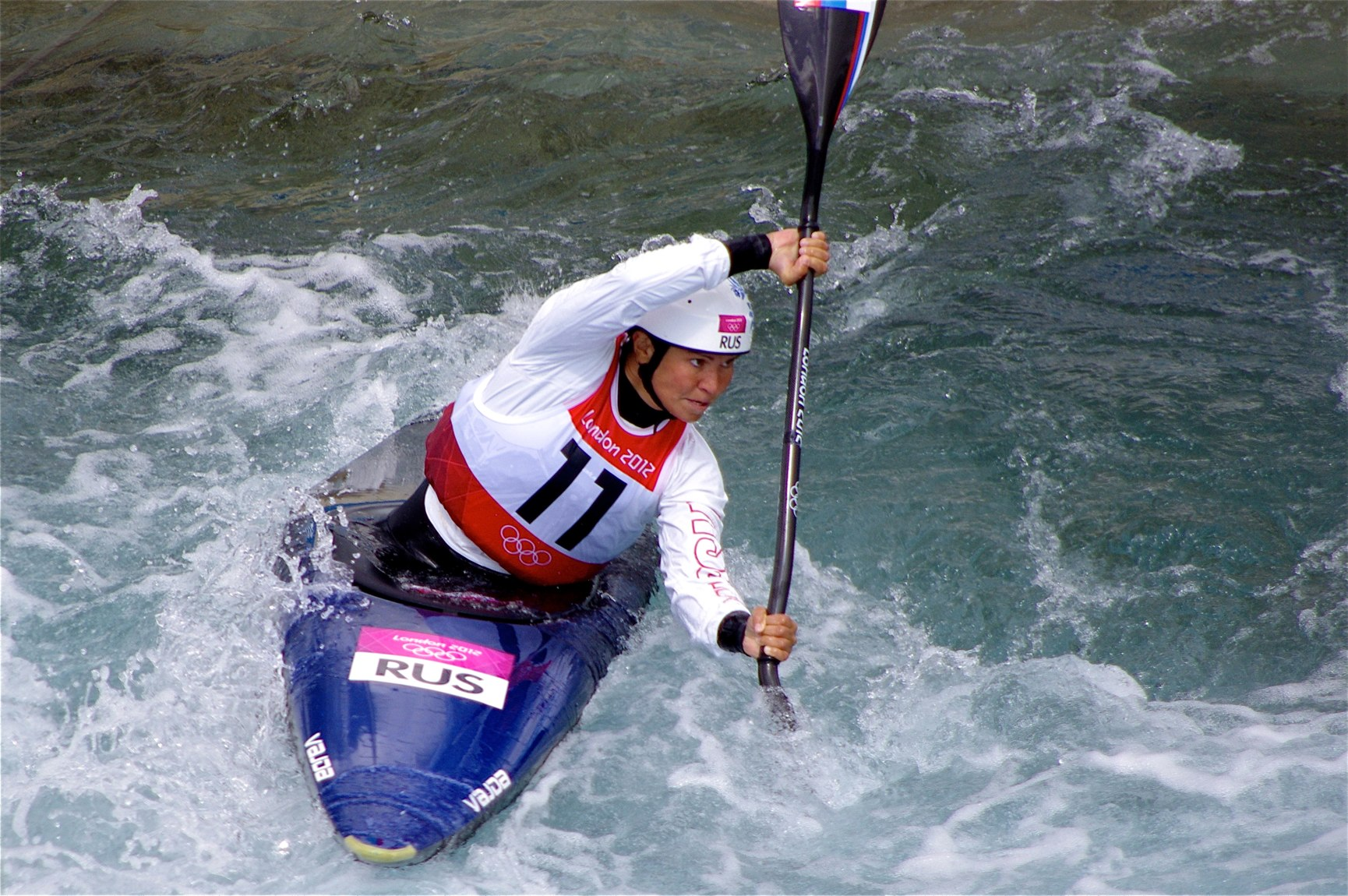
Marta Kharitonova
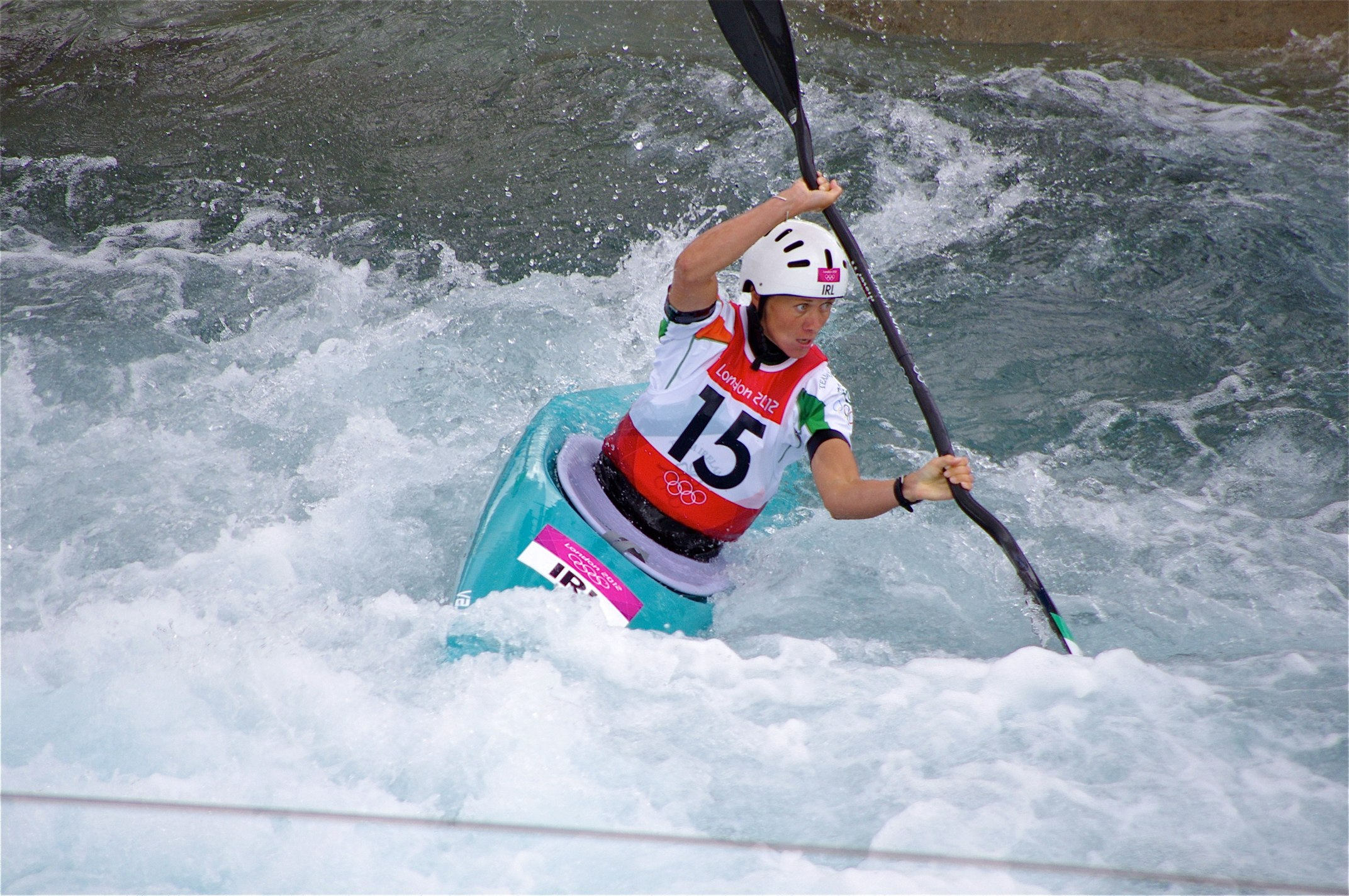
Hannah Craig
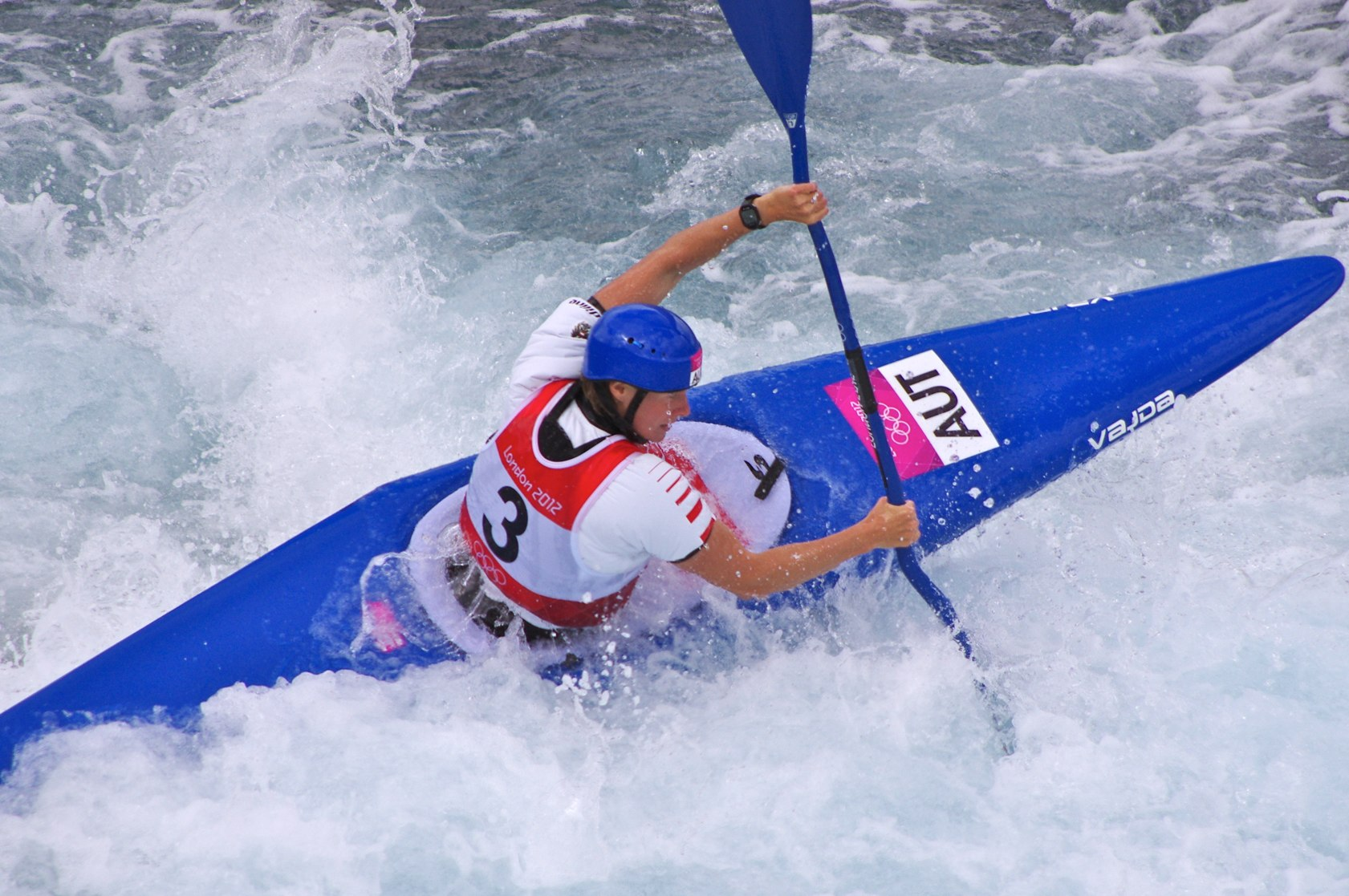
Corinna Kuhnle
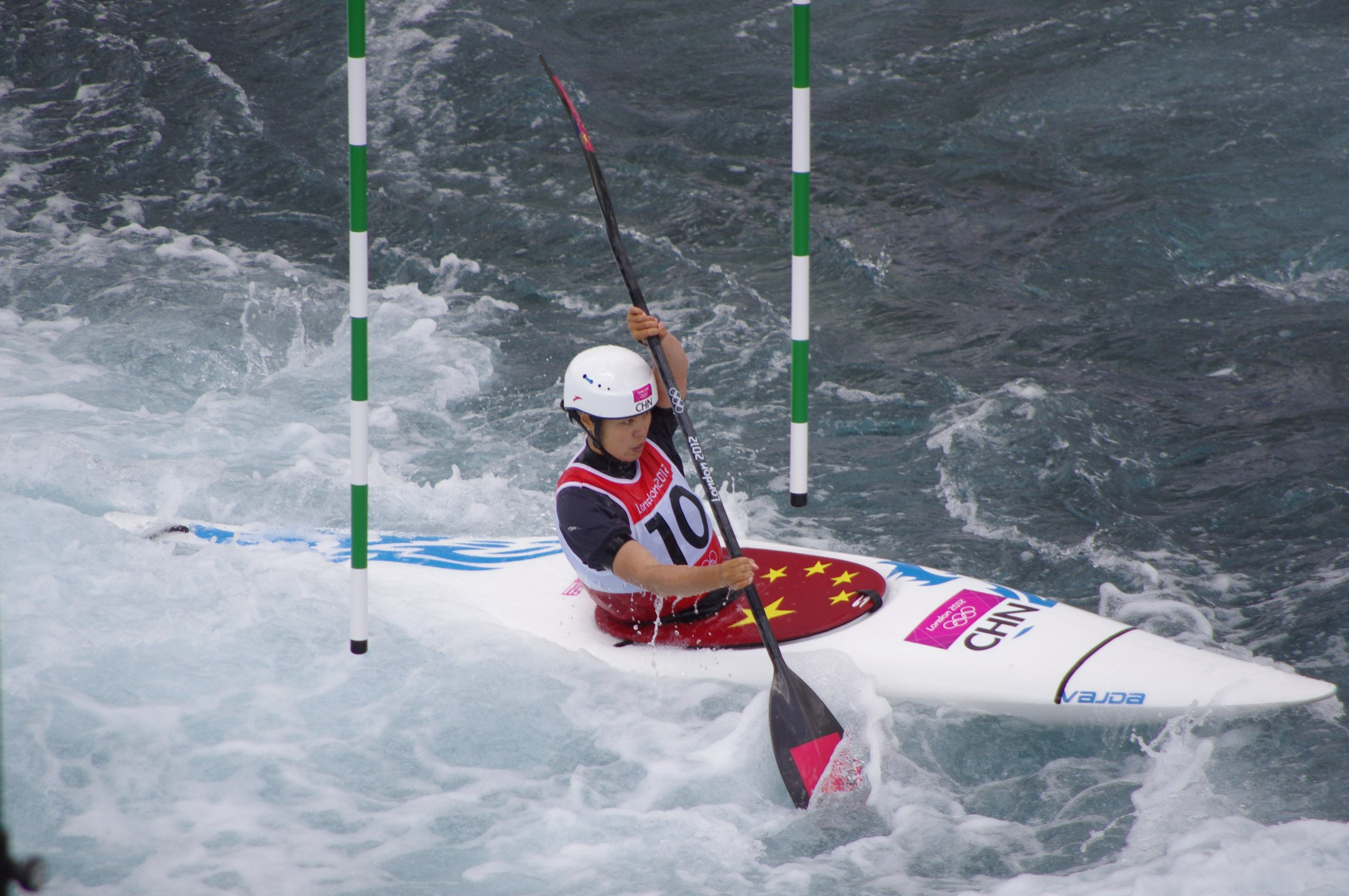
Li Jingjing
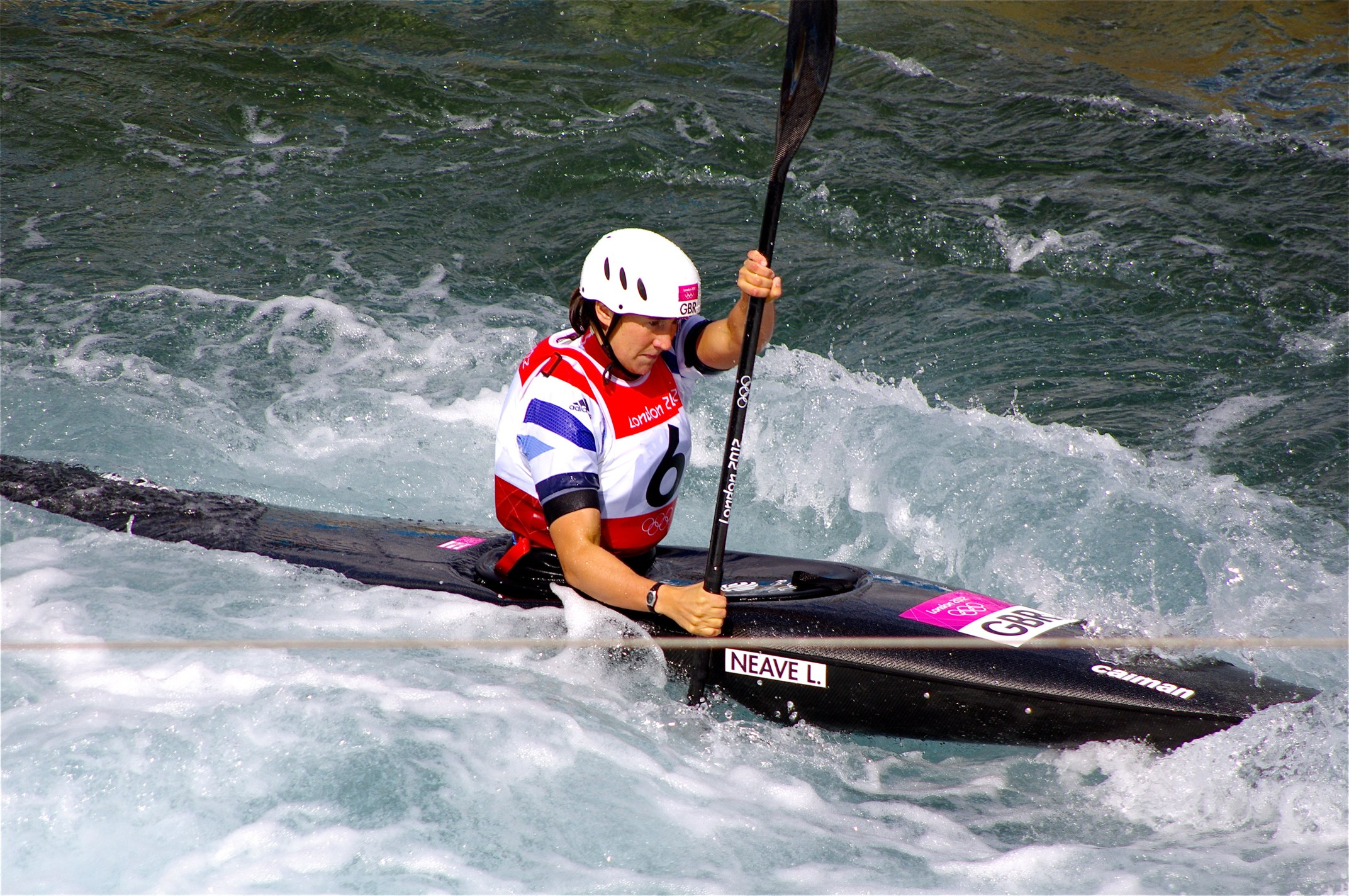
Lizzie Neave
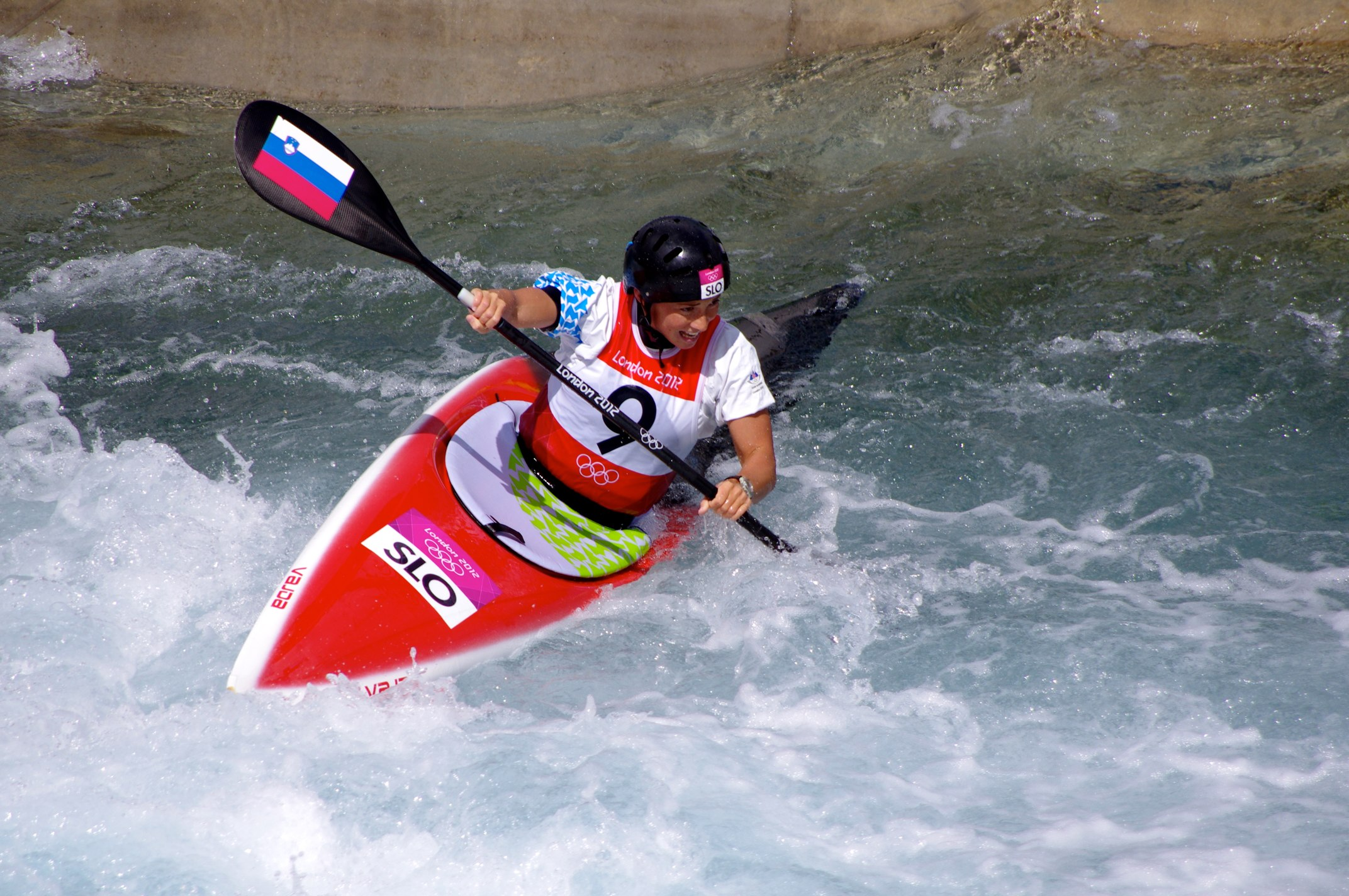
Eva Terčelj
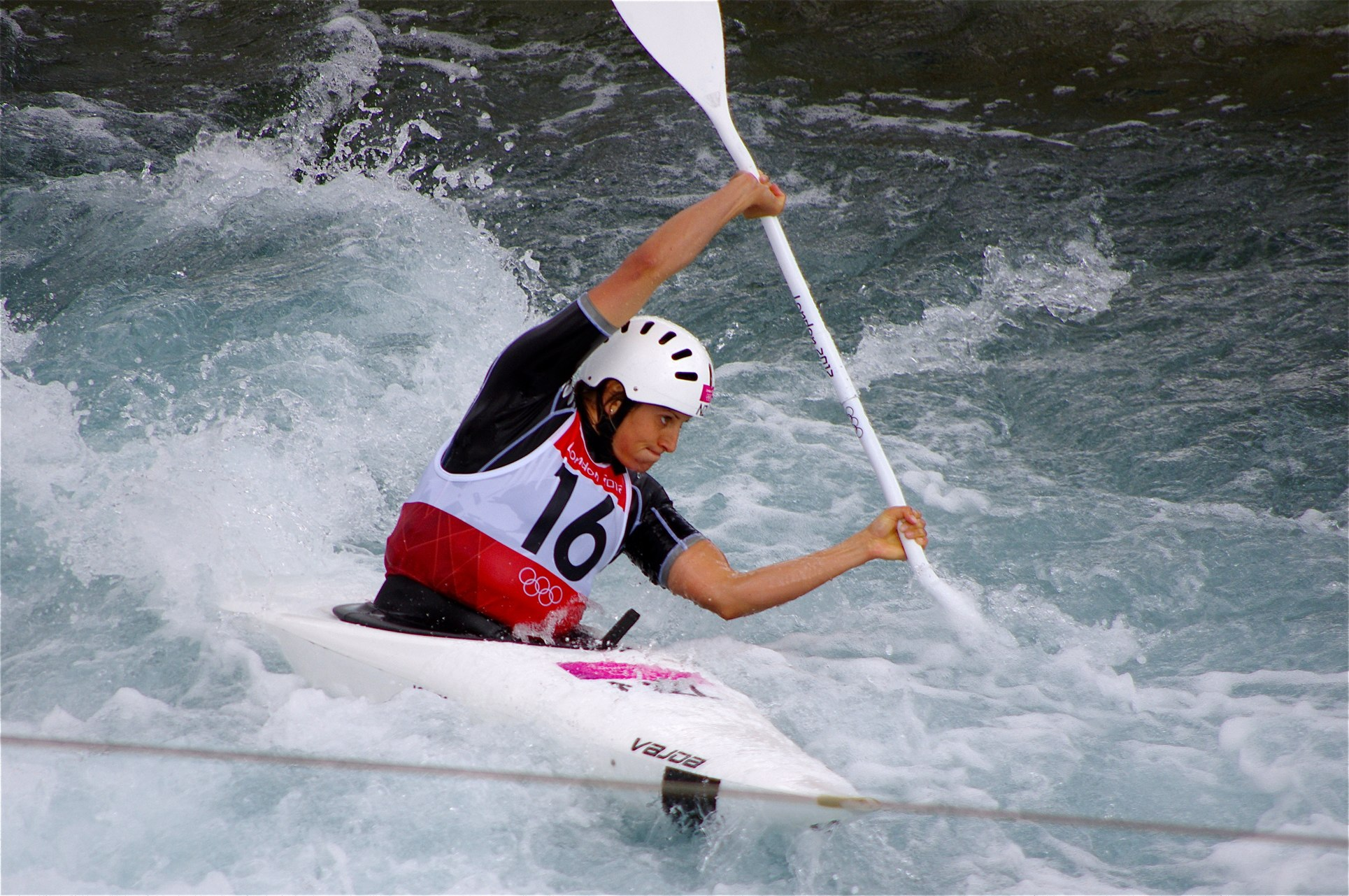
Luuka Jones
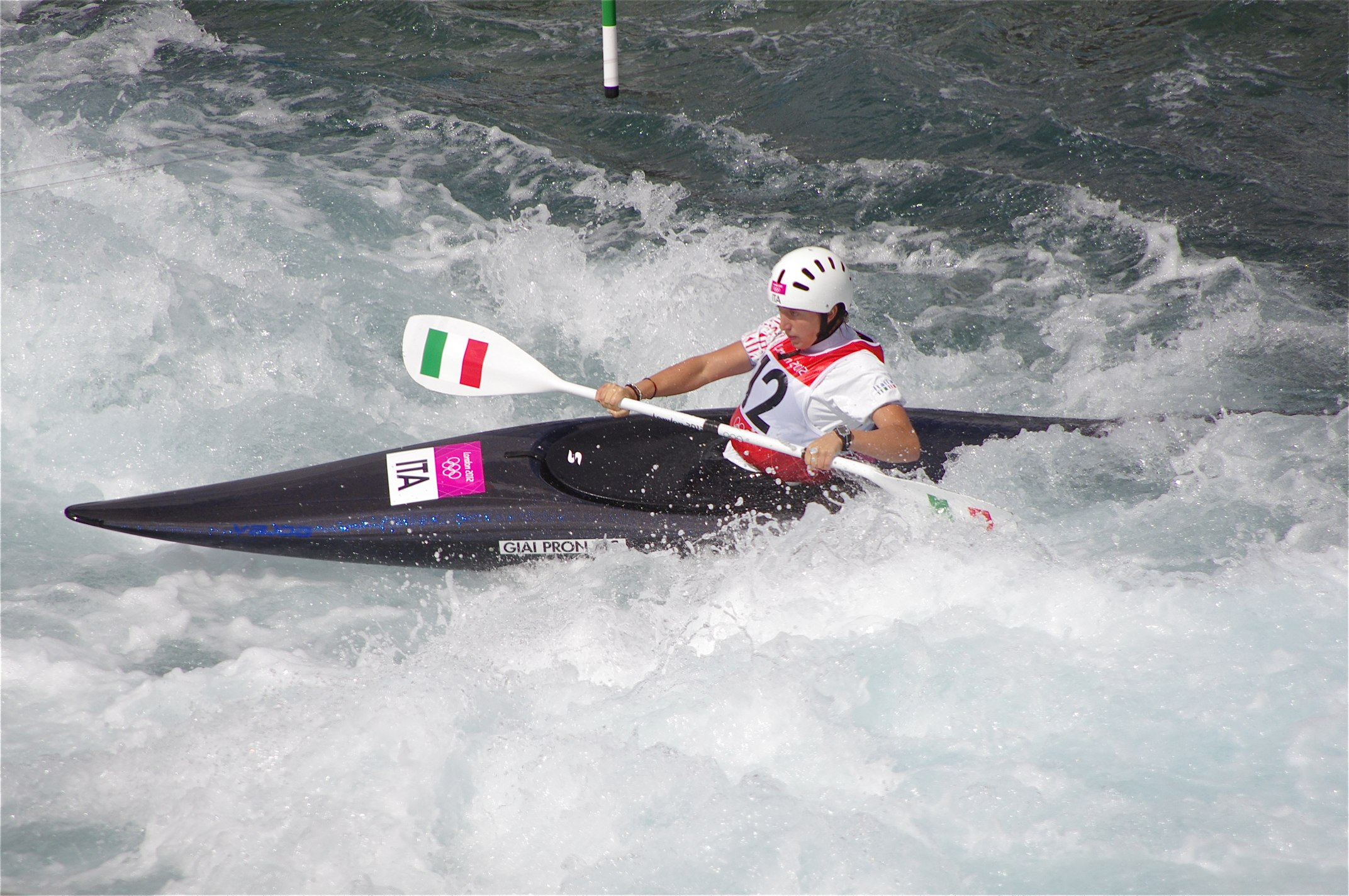
Maria Clara Giai Pron